# Friedrich Wessel
Friedrich „Fritz” Wessel (ur. 29 kwietnia 1945 w Bonn) – niemiecki florecista reprezentujący RFN, dwukrotny mistrz świata.
Podczas mistrzostw świata w Hawanie w 1969 roku wywalczył złoty medal w zawodach indywidualnym. Na podium wyprzedził Wasilija Stankowicza i Polaka Ryszarda Parulskiego. Tytuł obronił na rozgrywanych rok później mistrzostwach świata w Ankarze, tym razem wyprzedzając Aleksandra Romankowa z ZSRR i Polaka, Marka Dąbrowskiego.
Na igrzyskach olimpijskich w Meksyku w 1968 roku indywidualnie odpadł w rundzie eliminacyjnej, a drużynowo był szósty. Brał też udział w igrzyskach olimpijskich w Monachium w 1972 roku, gdzie indywidualnie dotarł do półfinałów, a w turnieju drużynowym zajął piąte miejsce.
W 1968 roku był indywidualnym mistrzem kraju, a drużynowo zwyciężał ośmiokrotnie. Z zawodu był prawnikiem.
Jego szwagierka, Ute Kircheis-Wessel, także uprawiała szermierkę.